# 少女歌劇
少女歌劇（しょうじょかげき）は、少女もしくは若い女性たちによって演じられるレビューやミュージカル、オペレッタやお伽歌劇などの音楽・芝居・ダンスを中心とした日本独特の舞台芸能。ただし創立者、団長、脚本家、演出家など演者以外の運営は成人男性らによってなされていた。
大正から昭和初期にかけ少年少女音楽隊ブームを背景に誕生し、その後、女性のみによるレビューとして発展した（#歴史）。これらを行う団体はしばしば少女歌劇団と呼ばれ、後に宝塚歌劇団・OSK日本歌劇団（旧：大阪松竹歌劇団）・松竹歌劇団（愛称:SKD）となった3団体が三大少女歌劇として特に有名だった。また、1990年代以降、「少女歌劇」の名称を冠した作品及び女性タレントによる活動等についても、併せて解説する。

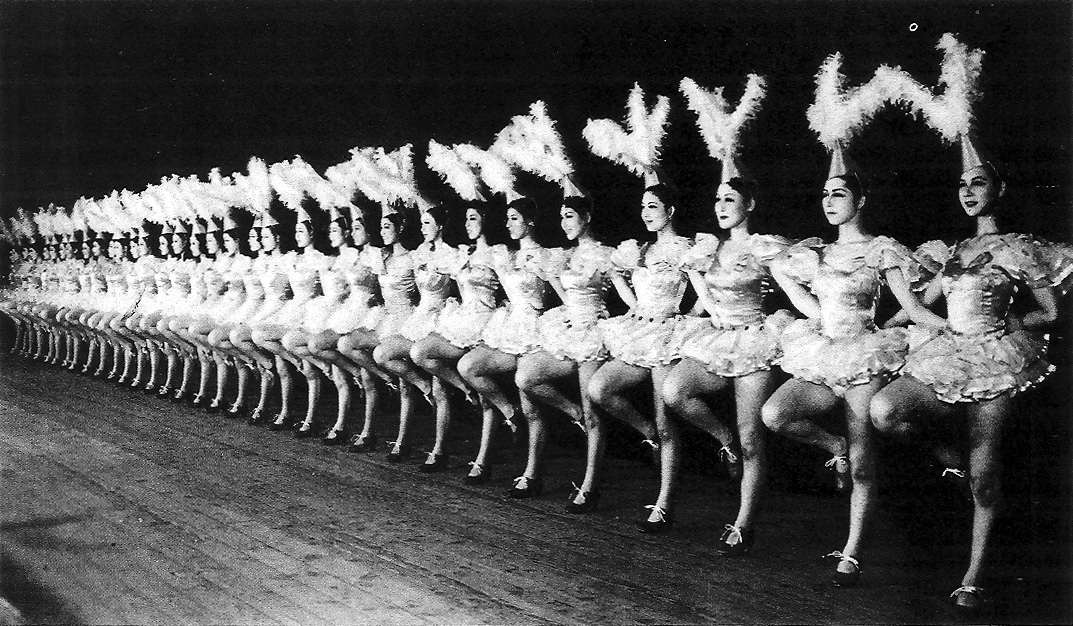
1951年（昭和26年）、松竹歌劇団「秋のおどり」
ラインダンスは少女歌劇の定番演目である

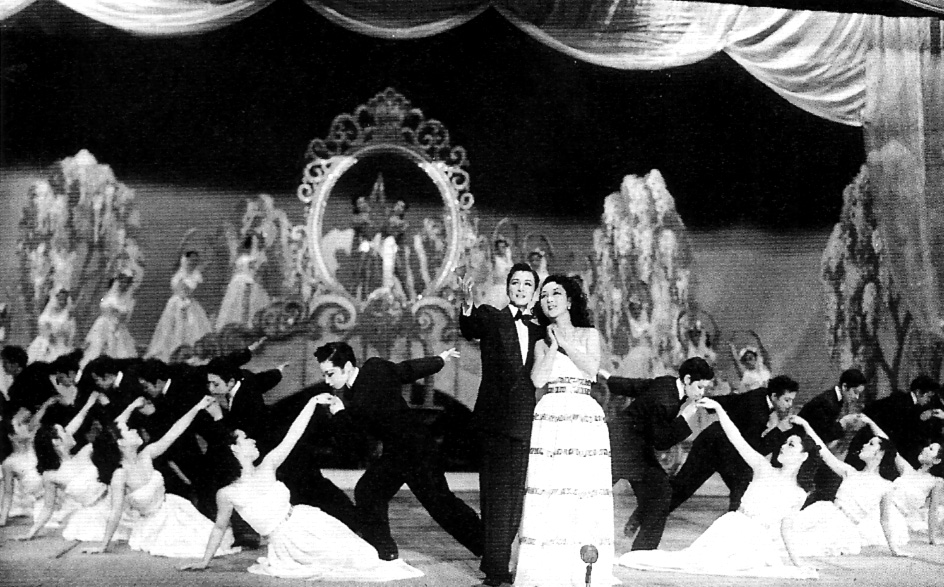
1951年（昭和26年）、宝塚歌劇団「白き花の悲歌」

## 名称について
宝塚少女歌劇団が1914年（大正3年）の第1回公演で「少女歌劇」という名称を用いたのが最初で、当時の新聞には「日本で初めての少女歌劇」と銘打った広告が出ている。これより先の白木屋少女音楽隊も含め、少女歌劇が誕生した当時（明治末〜昭和初期）は、尋常小学校卒業程度の10代の少女たちを中心に構成されており、そのためこれらの団体名は「少女」を冠したものだった。しかし、その後の発展と劇団員の年齢層の変化に加え、「少女歌劇」が幼稚なお伽レビューしか上演しないという印象を与えるため、三大歌劇団はいずれも1940年代に「少女」の文字を団名から外した。
しかしその後も、歴史的経緯から、女性のみによるレビューを表現する語として、継続して用いられている。また、誕生当初は劇団員の年齢層を反映した「少女歌劇」の名称の意味合いも、少女ファンの増大・白井鐵造によるロマンチックなレビューが"少女性"と一致したことから、1935年（昭和10年）ごろに「少女による歌劇」から「少女のための歌劇」に変化したとの見解もある。
その他に、
- 宝塚歌劇（宝塚歌劇団のみ）
- 歌劇（主にOSK日本歌劇団）

がそれぞれ用いられるが、1990年代以降
- 女性歌劇/女性歌劇団

という言葉が、報道においてOSKを紹介する場合を中心に用いられている。
少女歌劇はオペラの翻訳語としての歌劇（あるいはオペレッタの翻訳語としての喜歌劇）とは全く異なる形式ではある。該当団体の多くが「歌劇団」を名乗り、専門劇場や『歌劇』（1918年（大正7年）創刊 -）・『少女歌劇』（1933年（昭和8年）創刊 - 1939（昭和14年）廃刊）・『松竹歌劇』（1950年（昭和25年）創刊 - 1951年（昭和26年）廃刊）という名の専門誌も存在する（むしろ日本にはオペラに関してこうした名の劇場や雑誌は存在しない）。

## 概要

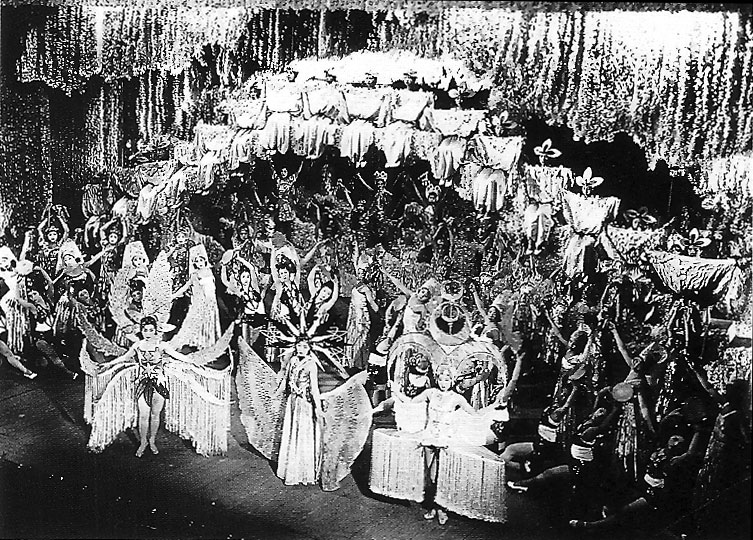
1932年（昭和7年）、松竹楽劇部「春のおどり」

### 演目
大正から昭和初期にかけては、白塗りの化粧でのお伽歌劇や喜歌劇などが演目の中心であり、日舞も盛んに上演されていた。ところが、宝塚少女歌劇団が1927年（昭和2年）9月初演した「モン・パリ」の成功により、西洋風の化粧・華やかなレビューおよびミュージカルが演目の中心となった。戦後になると宝塚は海外ミュージカルにも数多く取り組んだ。
これらレビューには洋物と日本物が存在するが、特に日本物は西洋音楽に合わせて日舞を踊り、少女歌劇独特の演目である。OSK日本歌劇団では、松竹座・南座のメイン公演は必ず和洋二本立てである等、現代でも日本物の比重が大きい。一方、宝塚歌劇団では日本物はレビューおよび芝居とも減少傾向にある。

### 出演者

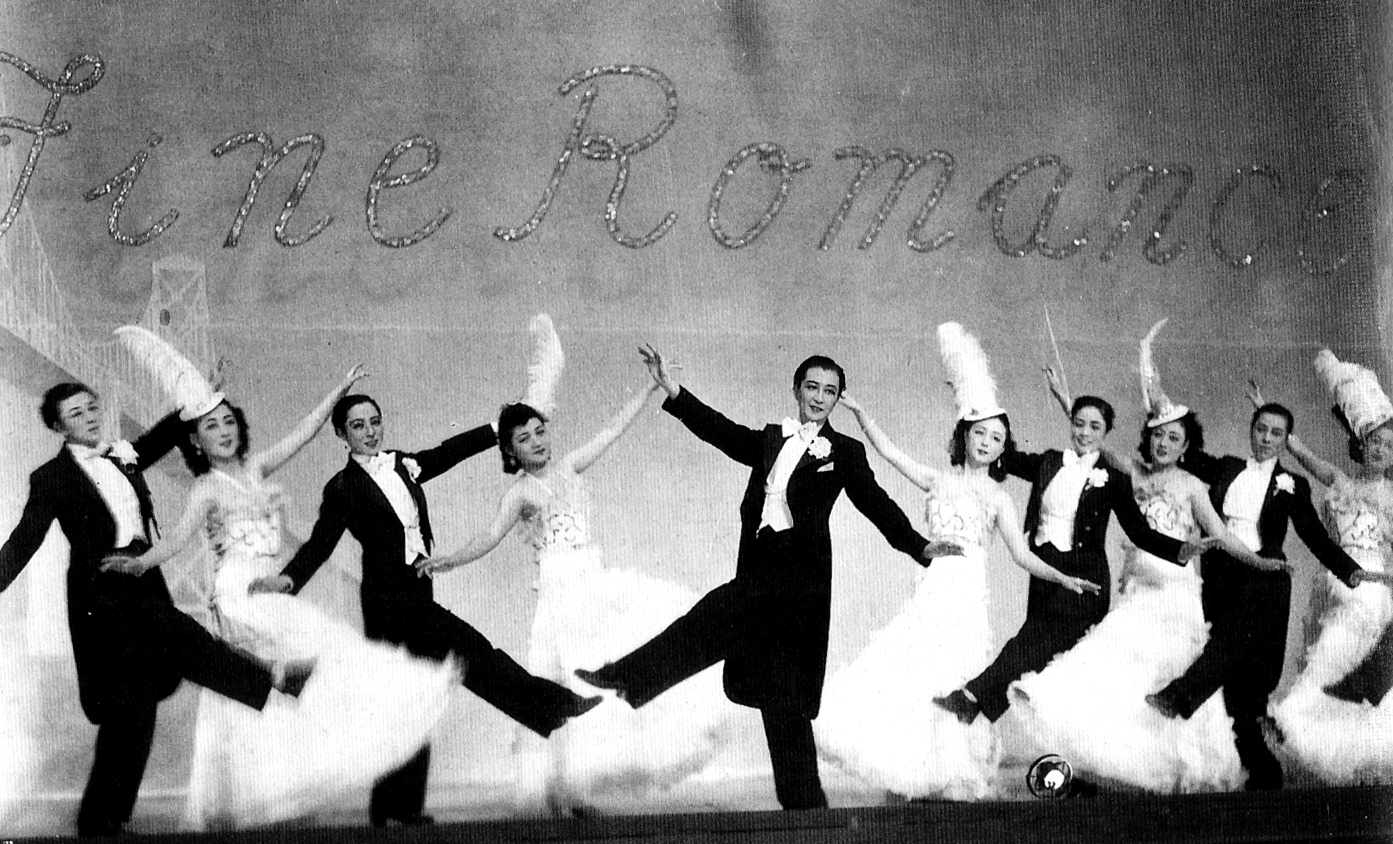
1947年（昭和22年）、宝塚歌劇団「ファイン・ロマンス」
男役は少女歌劇最大の特徴である

主に義務教育修了以上の未婚の女性によって構成され、多くの団体において、団員の序列は厳格なものであり、厳しい上下関係が存在する。OSKとSKDには幹部制度と昇進試験があった。また出演者に対する呼称には「劇団員」「技芸員」の他「生徒」（宝塚のみ）が用いられ、ふつう「女優」とは呼ばない。
宝塚歌劇団・OSK日本歌劇団および松竹歌劇団（解散）等は義務教育修了後の女性に付属の養成機関で、洋舞（バレエ・ジャズダンス・タップダンス等）・日舞・声楽などの教育を行った上で劇団員として採用した。
特にスポンサーが大企業である三大少女歌劇は、かつては高待遇（学費無料・寮設備あり・定年無しなど）で劇団員を抱えていたが、いずれもその後の経営悪化により縮小している。
演者が女性のみであるため、男性役の男役と女役からなるが、男役・女役の区別はかつては厳密ではなく、宝塚の南悠子、SKDの小月冴子、OSKの秋月恵美子等のように男役トップスターでありながら女役を演じる場合もあった。今日ではトップスターが男女双方を演じることは稀であり、それも特定の演目・役に限られる。
芸名は、各劇団のルールに従い美的なものが付けられている。しかし複数の劇団間でも、同字同音または異字同音などの似た芸名もあり得る。
SKDには本名を公表する場合があり、OSKは本名を芸名にすることが可能である。なお、ほとんどの劇団で年齢は非公表となっている。
かつては、共に松竹傘下で姉妹関係にあったOSKとSKD間以外にも、複数の団体間で交流があった。例えば、天見千草は1950年（昭和25年）に宝塚雪組からSKDへ移籍（編入）し、横澤英雄はOSKの正式な申し入れにより1964年（昭和39年）以降宝塚・OSK双方の演出家となった。しかし、宝塚が圧倒的な人気を誇って以後は表向きは無くなった。

### スタッフ

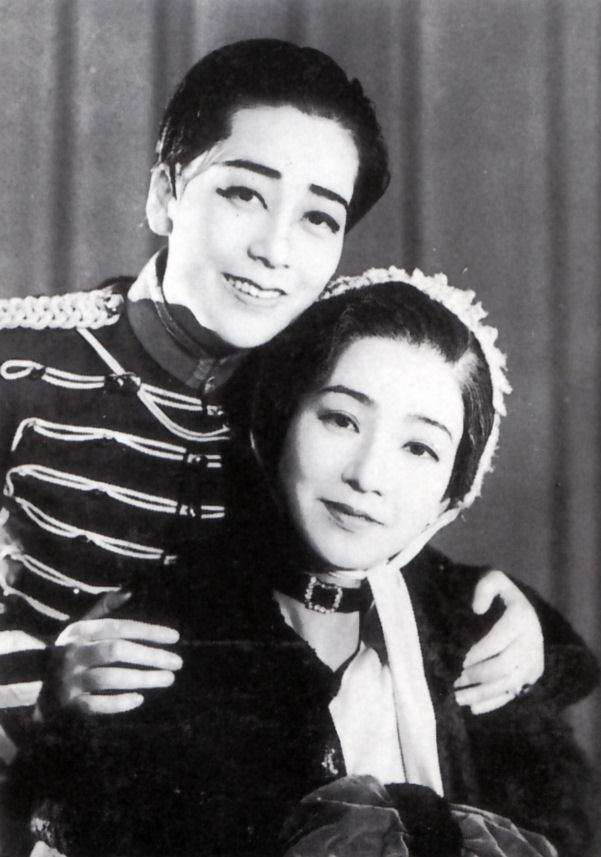
男役(芦原邦子)と娘役(園井恵子)（1934年、宝塚少女歌劇団）『アルルの女』。

出演者は少女を含む女性であるが、創立者・団長・脚本家・演出家などの主要なスタッフは、男性がほとんどであった。1982年（昭和57年）になって、OSK日本歌劇団の座付演出家として吉峯暁子が「夏のおどり -妖精三銃士-」でデビューし、少女歌劇史上初の女性演出家が誕生した。なお、宝塚歌劇団初の女性演出家は、1998年（平成10年）に「Icarus」でデビューした植田景子である。また、演出家専業ではないが、宝塚のトップスター：春日野八千代は1956年（昭和31年）の「ローサ・フラメンカ」以降、演出も担当した公演がある。
今日でも、複数の団体間で、演出家・振付家などが重複しており、演目・振り付けの類似点は皆無ではない。

### ミュージカル・商業演劇との違い
少女歌劇の演出家・振付師として複数の団体に携わった大谷盛雄は、女性のみのレビューとミュージカルの違いについて「ダンスが違い、（レビューでは）男役の見た目が重視される」とし、女性歌劇の特徴や魅力について「男役がいなければ歌劇の意味がない」「現実の男性ではない、夢の世界」と、男役の存在が重要である旨を語っている。また、バックダンサーの若手出演者が、ラインダンスにおいては必ず顔が見えるよう配慮し「一般の商業演劇と異なる優しさ」が重要である旨も、発言している。

## 歴史

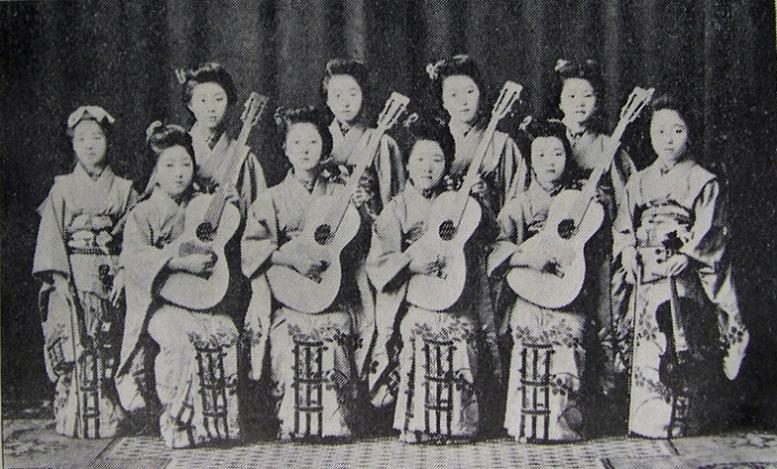
白木屋少女音楽隊：1911年（明治44年）、結成直後。彼女達のために作られた『うかれ達磨』は宝塚少女歌劇の第1回公演にも採用された。

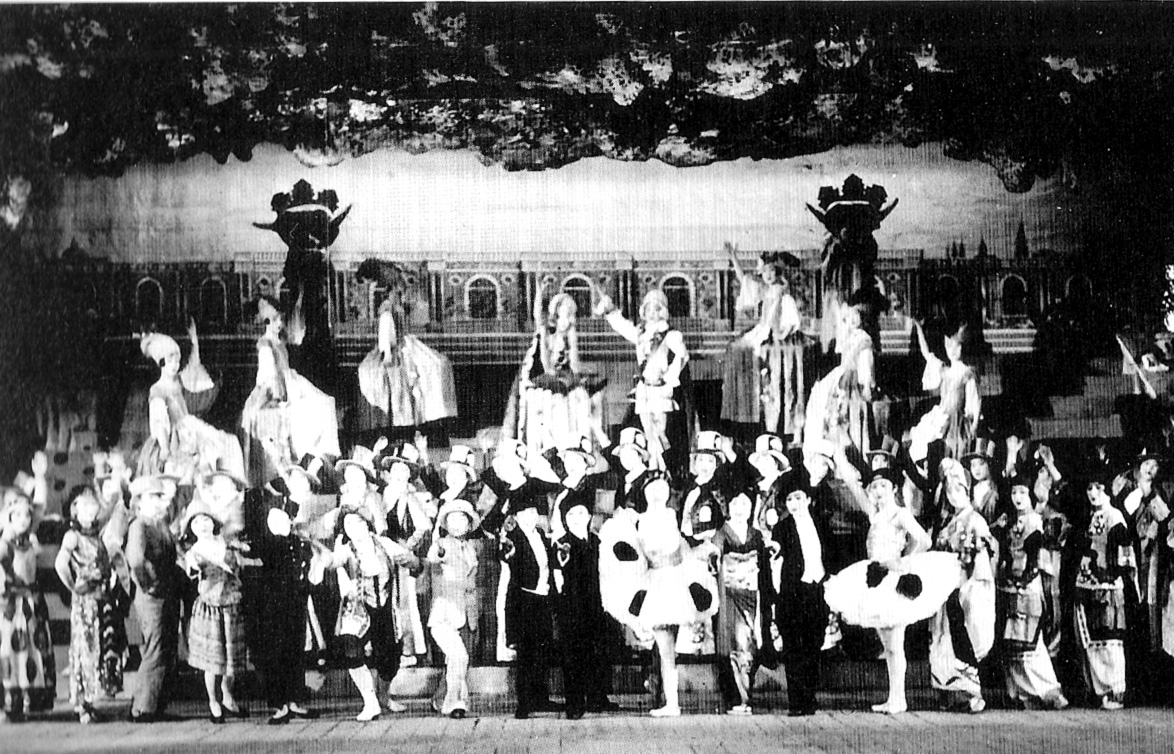
1928年（昭和3年）、宝塚少女歌劇団「モン・パリ」再演

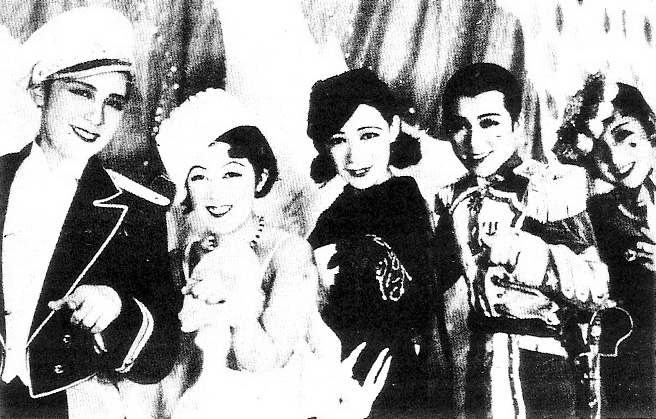
1934年（昭和9年）、松竹少女歌劇団「ローゼン・カヴァリア」

### 少女歌劇誕生と隆盛
日本において女性だけの芸術が根付いた背景として、白拍子・女歌舞伎・女義太夫など、日本には古来から"男装した女性"による芸能が多数存在することが挙げられる。
明治時代末期、それまで隆盛を誇った民間音楽隊（軍楽隊を模した）は衰退し、少年少女による音楽隊が結成されていった。大正時代になると民主主義の台頭から女性・子供が着目されるようになり、新たな商業施設である百貨店は、子供を狙った事業を展開する。この流れの中で、1910年（明治43年）、三越少年音楽隊が結成されたのを皮切りに、百貨店の余興のため数多くの団体が結成された。1911年（明治44年）、白木屋少女音楽隊が結成され、店内で音楽演奏や演劇上演を行った。これが日本初の「少女歌劇」とされている。ただし、この前年1910年（明治43年）に、大阪の南地大和屋が技芸養成所を開設し、少女による演目を企画していたとされる。
そして、三越少年音楽隊に着想を得て、1914年（大正3年）、宝塚新温泉に宝塚少女歌劇が登場する。宝塚の成功の影響から、大正時代から昭和初期にかけては多くの少女歌劇団が各地に誕生して特に盛んであった。宝塚に倣い、電鉄が開発・経営する郊外の娯楽施設に併設する形で、少女歌劇団が多数結成されている。宝塚少女歌劇団（兵庫県川辺郡小浜村（現・宝塚市））、そして1922年（大正11年）に誕生した松竹楽劇部から発展した大阪松竹少女歌劇団（OSSK・大阪市）と松竹少女歌劇団（SSK・東京市）によるものは日本の三大少女歌劇と呼ばれて大きな人気を獲得した。
誕生当初は、日舞・洋舞のほか「お伽歌劇」と呼ばれるおとぎ話（童話・民話）を題材にした歌付きの短い芝居が上演されていた。この時期の化粧は、伝統的な白塗りである。1926年に松竹楽劇部が和物レビュー「春のおどり」を上演するなど、初期には日舞をベースとした和物の比重が大きかった。
ところが、宝塚少女歌劇団が1927年（昭和2年）9月初演した「モン・パリ」（岸田辰彌作）は西洋風の化粧に露出の高い衣装・ラインダンス・階段を活用したフィナーレなど画期的な作品となり、少女歌劇に大きな転機をもたらした。この成功により洋物レビューが人気を博するようになり、翌1928年（昭和3年）には松竹楽劇部も独自に洋物レビューを確立させて追随した。同年、松竹楽劇部が東京公演を行い、これが東京松竹楽劇部創設のきっかけとなった。
さらに宝塚で1930年（昭和5年）8月初演のレビュー「パリゼット」（白井鐵造作）が「モン・パリ」以上のヒットとなって以来、華やかなレヴュー（ショー）やミュージカル（芝居）が演目の中心となっていった。
1930年（昭和5年）、宝塚の「パリゼット」にて本格的な男役が誕生し、他の団体も追随した。特に、SSKの水の江瀧子・オリエ津阪が同年のうちに短髪にし（断髪）、絶大な人気を集めて一世を風靡。宝塚では1932年（昭和7年）になって門田芦子が断髪した。さらに1930年代からは演目に恋愛が取り入れられるようになり、1934年（昭和9年）ごろには、中心ファン層が女学生（少女）へと変化した。
しかし、やがて来た災害や第二次世界大戦により多くの歌劇団が活動困難となった。戦後まで残ったのはほぼ三大少女歌劇のみとなった。これらの歌劇団は技能をより高度なものにするとともに、1940年代には名称から「少女」をはずし、宝塚少女歌劇団は宝塚歌劇団に、大阪松竹少女歌劇団は大阪松竹歌劇団（OSK）に、松竹少女歌劇団は松竹歌劇団（SKD）へと改名し、それぞれ独自に発展していった。

### 男女共演化の試み
1938年（昭和13年）、松竹楽劇団（SGD）が旗揚げされ、少女歌劇スターと男性出演者によるレビューが、映画上映のアトラクションとして上演された。OSSK及びSSKから複数のスターがSGDに移籍し、また現役団員も出演したが、この試みは1941年（昭和16年）にSGD解散によって終了した。
また、終戦直後に、宝塚歌劇団男子部が設けられたが、本公演出演には至らずに1954年（昭和29年）に解散した。

### 戦後の繁栄と衰退

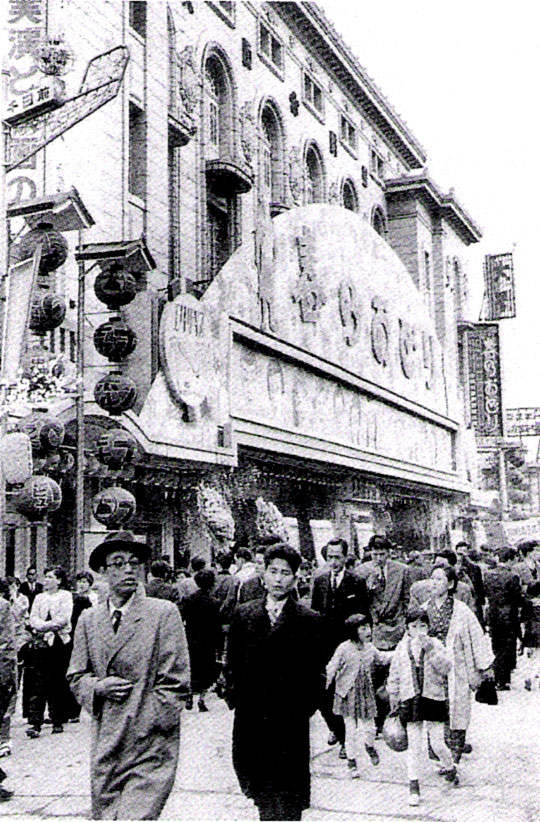
1956年（昭和31年）、大阪松竹歌劇団「春のおどり」を上演中の大阪劇場

戦後は1950-60年代にかけ繁栄した。SKDは浅草の国際劇場を本拠地に派手なレビューを上演し人気を集めた。また、劇団員が系列の松竹へ映画女優として引き抜かれることも多かった。OSKは大阪劇場を中心にレビューを上演。1957年（昭和32年）にはアメリカ映画「サヨナラ」のレビューシーンに出演した。一方、宝塚は海外から振付家や演出家を招聘し、1960年代には海外ミュージカル「ウェストサイド物語」「回転木馬」の日本初演を行った。
こうした中、『婦人公論』誌では、1954年2月号「ライバル物語」と冠した記事の中で「宝塚歌劇対松竹歌劇」を取り扱った。
1950年までは姉妹関係にあったOSKとSKDが合同公演を行った。また1963年（昭和38年）には単発企画ではあるものの、宝塚・OSKを始めとするレビュー劇団が合同で公演を行ったり、OSKが宝塚の演出家だった横澤英雄を招聘したりと、互いの交流も盛んに行われていた。
しかし、やがて娯楽の多様化、特に家庭用テレビの普及から、上演に多額の経費を要する少女歌劇は、三大少女歌劇を含め多くの団体が経営難に苦しむこととなった。OSKは、1967年（昭和42年）の大阪劇場閉鎖によって大阪中心部での活動拠点を失い、さらに1971年（昭和46年）に近畿日本鉄道の子会社となって以降奈良県あやめ池遊園地を本拠地とした。また1972年（昭和47年）には宝塚は定年制度を導入した。SKDもこの時期にオーケストラ演奏を取りやめた。

### 宝塚歌劇団の復活と影
1972年（昭和47年）、男装の麗人が活躍する少女漫画「ベルサイユのばら」が社会現象となるほど大ヒットしており、1974年（昭和49年）宝塚歌劇団がこれを舞台化するとたちまち宝塚歌劇ブームを巻き起こした。宝塚歌劇団は全国な知名度を高め、また少女のファンが急増したりと窮地から脱した。付属の宝塚音楽学校の志願倍率も跳ね上がり、多くの人材が集まったため、その後の宝塚歌劇団を支える地盤となった。また1970年代後半より宝塚歌劇団では円形の羽を背負うのが定番となるが、後にOSKも模倣した。
1970年代、遊園地：那須ロイヤルセンターの専属劇団である那須ロイヤルダンシングチームが、宝塚歌劇団やOSKのスタッフを招聘してレビュー上演を新たにはじめた。公演内容はOSKから強い影響を受けていた。
宝塚歌劇団が繁栄する一方、ミュージカルを得意としないOSK・SKDは苦戦が続いた。宝塚歌劇団では人気と人材の豊富さから、トップスターでも入団後15年程度で退団し次のスターへ交代するスターシステムが上手く機能するようになった。トップ就任→退団の時期は、OSKは宝塚歌劇団より数年長く、SKDに至っては入団後20年以上かかっていた。宝塚歌劇団出身者が退団後、系列の東宝ミュージカル等へも出演し、芸能界でも活躍したのに対し、OSK・SKDは著名な出身者が少なくなり、知名度は低下する一方だった。
セクシー路線を打ち出していたSKDには女性の固定ファンが定着せず衰退。1981年（昭和56年）に本拠地国際劇場から撤退し、歌舞伎座や地方公演でレビュー上演を続けたが、1990年（平成2年）をもってレビューを中止しミュージカル劇団への再編を試みた。しかしこのことでレビューファンが離れ、劇団員も半減した。制作方針も定まらないまま迷走を続け1996年（平成8年）6月30日付で解散した。また、那須ロイヤルダンシングチームも同時期1997年（平成9年）に解散した。
SKD解散に前後し、元スターによるSTASが1992年（平成4年）に、解散時メンバーによる薔薇笑亭SKDが1997年（平成9年）に誕生し、それぞれ浅草近郊でレビューを上演していた。その後、2013年（平成25年）を最後に、薔薇笑亭SKDはレビュー公演を実施していない。

### OSK一時解散と復活

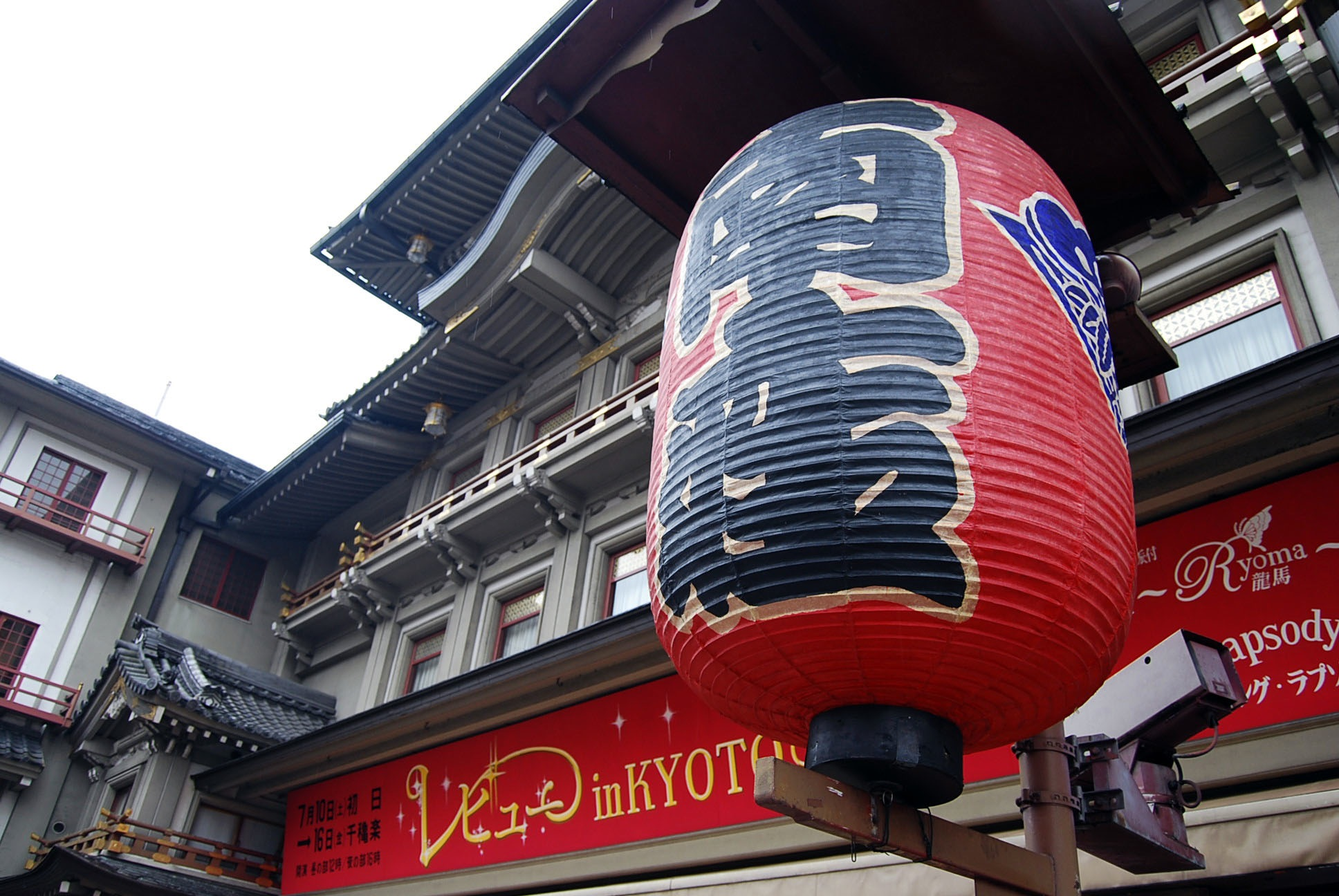
2010年、OSK日本歌劇団「レビュー in KYOTO」（南座）

OSKは宝塚歌劇団より以前に『ベルサイユのばら』上演を企画したが、実現には至らなかった。『ベルばら』ブーム後の宝塚人気の影響で、1975年頃より日本歌劇学校の志願倍率が増加に転じたが、その後大幅に低下し、1970年代後半の入学者は定員を大幅に割り込み一桁となった。
1987年（昭和62年）以降は近鉄劇場にて年一度ミュージカルを定例化させ、大阪中心部での公演を再開。姉妹関係にあり東西で住み分けをはかっていたSKDがレビューを中止したことを受け、OSKは1992年（平成4年）以降は東京公演を復活させた。ミュージカルでは小説を原作にした話題作・佳作を発表していたが、不況の影響から2002年（平成14年）に親会社の近鉄が支援打ち切りと翌年の解散を通告した。
OSKは2003年（平成15年）には一時解散を余儀なくされたが、解散通告を受けたOSKの劇団員は存続活動を行った。その甲斐あって、翌2004年（平成16年）にNewOSK日本歌劇団として旗揚げ。かつての親会社だった松竹系列の劇場での本格的なレビュー公演や小中劇場での公演を継続している。しかしながら、その後も経営状況が改善した訳ではなく、NewOSKは2007年（平成19年）に民事再生手続きを行った。事業は別会社に譲渡されOSK日本歌劇団に名を戻し、その後株式会社として独立した。
OSKの一時解散に前後し、新たな劇団等が複数誕生した。かつてOSKが公演を行っていた旅館である加賀屋はNewOSKへ残留しなかった元団員の一部を受け入れる形で、新たに専属劇団である雪月花歌劇団を新設した。またNewOSKへ残留しなかった元団員の一部は歌劇★ビジューを結成した。この他、元団員による、レビュー団体・教室等が開設されている。

### 現在
専用劇場を有し圧倒的な規模を誇る宝塚歌劇は、1980-90年代にかけチケットを2倍以上にまで値上げした。それでも2000年前後までは劇場稼働率9割台を誇っていたが、2010年前後にはチケットが完売することは稀になっており、集客力のあるスターの確保・育成とファン層の拡大が大きな課題となっていた。
2013年、長崎県佐世保市のテーマパーク「ハウステンボス」のアトラクションとしてハウステンボス歌劇団が結成され、翌2014年からはハウステンボス歌劇学院が併設された。出演者・スタッフは宝塚・OSKの出身者が主体であり、音源にはOSKのものを使用する等、双方から強い影響を受けている。さらに2016年には、愛知県蒲郡市のラグーナテンボス（旧ラグーナ蒲郡）へ進出した。海外公演、外国人観光客の誘致も視野に入れた活動を展開している。
また、地域活性化のためとして、堺少女歌劇団が2014年（平成26年）に、在校生を中心として結成された梅花歌劇団(劇団『この花』)が2016年（平成28年）にそれぞれ誕生した。いずれも、宝塚出身者がスタッフを務めている。
2017年（平成29年）、宝塚歌劇団は本拠地で年度119万人の動員に成功し、過去最高を更新した。また、同年にはOSKが道頓堀角座にて、外国人観光客向けの日本物レビュー公演を開始。OSKにとって、大阪中心部における久方ぶりの長期定期公演となった。
2020年（令和2年）春、新型コロナウイルス感染症の世界的流行により、宝塚歌劇団及びOSK日本歌劇団は公演中止を余儀なくされ、また雪月花歌劇団も長期にわたる活動休止状態となった。ハウステンボス歌劇団は、テーマパーク以外の拠点として福岡市東区の新興開発エリアに「歌劇ザ・レビューシアター」を開業した。
2021年（令和3年）、熊本県で096k熊本歌劇団が旗揚げされた。母体は漫画を主体とした出版事業を手掛けるコアミックスであり、女性のみにより、男役を有するミュージカル公演を行っている。

## 主な団体
前述の三大少女歌劇の他にも、大正から昭和にかけて日本各地に大小さまざまな団体が多数存在したが、詳細が明らかになっていないものも多い。大正〜昭和時代の団体に関する情報の多くは倉橋滋樹・辻則彦（2005）によるものである。
以下に、現在および過去に活動している主な団体を列記する。

### 現在 活動している団体
（五十音順）

#### 恒常的に公演を行っている団体
OSK日本歌劇団
大阪府大阪市：1923年（大正12年） - 。
最初は松竹楽劇部、1934年（昭和9年）に大阪松竹少女歌劇団（OSSK）、戦後1947年（昭和22年）に大阪松竹歌劇団（OSK）、1967年（昭和42年）に日本歌劇団（NKD）、1970年（昭和45年）にOSK日本歌劇団に改名。1957年（昭和32年）以降は松竹から独立している。2003年（平成15年）の近鉄支援打ち切りに際し、一時的にNewOSK日本歌劇団を名乗っていた。
約50名の団員がおり、松竹系列の松竹座・南座・新橋演舞場等での公演を中心とする他、小中劇場での公演を行い、年間を通じて活動。
入団は独自の養成機関であるOSK日本歌劇団研修所（二年制）出身者に限られる。かつては学校組織として日本歌劇学校（二年制）を有した。1956年（昭和31年）から2003年（平成15年）まで、奈良県奈良市の近鉄あやめ池遊園地を本拠地とし、長期の定期公演を行い、日本歌劇学校も隣接していた。
096k熊本歌劇団
熊本県熊本市・同県阿蘇郡高森町：2021年(令和3年) - 。
株式会社コアミックスにより旗揚げ。劇団統括は堀江信彦（コアミックス代表取締役）。本拠地の熊本は堀江の出身地である。漫画のキャラクターを女性のみによって演じる（＝男役を有する）ことを特色として、漫画のあらたな魅力や可能性を表現する。劇団名は熊本県の市外局番096に歌劇団のkを合わせたもので「おくろっく」と読む。熊本市の桜の馬場 城彩苑内の施設熊本城ミュージアムわくわく座内ステージを本拠地劇場として定期公演を上演し、阿蘇郡高森町のアーティスト育成施設アーティストビレッジ阿蘇096区内に稽古場と寮を置く。
雪月花歌劇団
石川県七尾市・加賀屋：2003年（平成15年） - 。
OSK日本歌劇団から親会社の近鉄が支援を打ち切った直後、OSKが加賀屋にて公演を行っていた経緯から、OSK出身者を中心とした専属劇団として発足。雪組・月組・花組がある。現在ではOSK出身者でない者もいる。2020年春以降、公演活動が休止されている。
宝塚歌劇団
兵庫県宝塚市：1913年（大正2年）- 。
1911年（明治44年）に開業した宝塚新温泉の余興のため、宝塚唱歌隊として発足。1919年（大正8年）に宝塚少女歌劇団に、1938年（昭和13年）に宝塚歌劇団に改称。阪急電鉄の一部門「創遊事業本部歌劇事業部」が運営している。
約400名の団員がおり、専用劇場である宝塚大劇場・東京宝塚劇場の公演を中心に、年間を通じて活動。団員は花・月・雪・星・宙の5組及び専科に振り分けられる。
入団は独自の養成機関である宝塚音楽学校（二年制）出身者に限られる。創設以来、宝塚新温泉（後、宝塚ファミリーランドに改称、2003年（平成15年）閉園）に隣接する形で宝塚音楽学校及び専用劇場を複数有し、現在も本拠地としている。
ハウステンボス歌劇団
長崎県佐世保市・ハウステンボス：2013年（平成25年）- 。
2013年（平成25年）、テーマパーク・ハウステンボス内にハウステンボス歌劇団として宝塚・OSK出身者を中心に発足。2014年（平成26年）1月にオープンした劇場「MUSE HALL」(ミューズホール)専属の活動を行い、同年に劇団員育成所のハウステンボス歌劇学院（二年制）を併設。2016年（平成28年）に愛知県蒲郡市のラグーナテンボス（旧ラグーナ蒲郡）へ進出。2017年（平成29年）に劇団名を歌劇 ザ・レビュー ハウステンボスに改称。2020年（令和2年）に福岡県福岡市に常設の拠点「歌劇ザ・レビューシアター」を開業。2023年（令和5年）3月に「歌劇大劇場」開場を契機に、劇団名をハウステンボス歌劇団に戻した。
創設時は、約20名の団員がいた。団員は歌劇学院出身者を中心に構成されるが、舞台活動経験者の未婚女性をオーディションで募集することもある。
2016年（平成28年）より華（フラワー）・心（ハート）・光（シャイン）の3チーム制。2018年（平成30年）に翔（ウィング）発足による4チーム制、2020年（令和2年）に奏（ハピネス）発足による5チーム制となり、この他に兼任のブルーローズ（雅）がある。

#### 活動期間が限られる団体
関西すみれ少女歌劇団
大阪府堺市・同府池田市、兵庫県芦屋市。2021年（令和3年） - 。堺少女歌劇団を母体として創設。2021年に1期生の募集を開始。
STAS
東京都台東区）：1992年（平成4年） - 。SKDがレビュー公演を中止した後、トップクラスのスター4名により結成された。SKD出身者をメインキャストに、オーディションで出演者を募り、浅草でのレビュー公演、浅草花やしきでのイベント出演を行っている。
梅花歌劇団「劇団この花」
大阪府大阪市：2016年（平成28年） - 。学校法人梅花学園が、学生教育と地域貢献のために運営。梅花女子大学茨木ガーデンキャンパスを拠点とし、出演者は同大学の学生を中心に女性のみで構成されている。尚、卒業と同時に団員は退団するシステムを採用している。宝塚歌劇団の演出家が講師を務め、ミュージカルを上演している。

### 過去 存在していた団体
（五十音順）

#### 昭和前半期以前に発足した団体

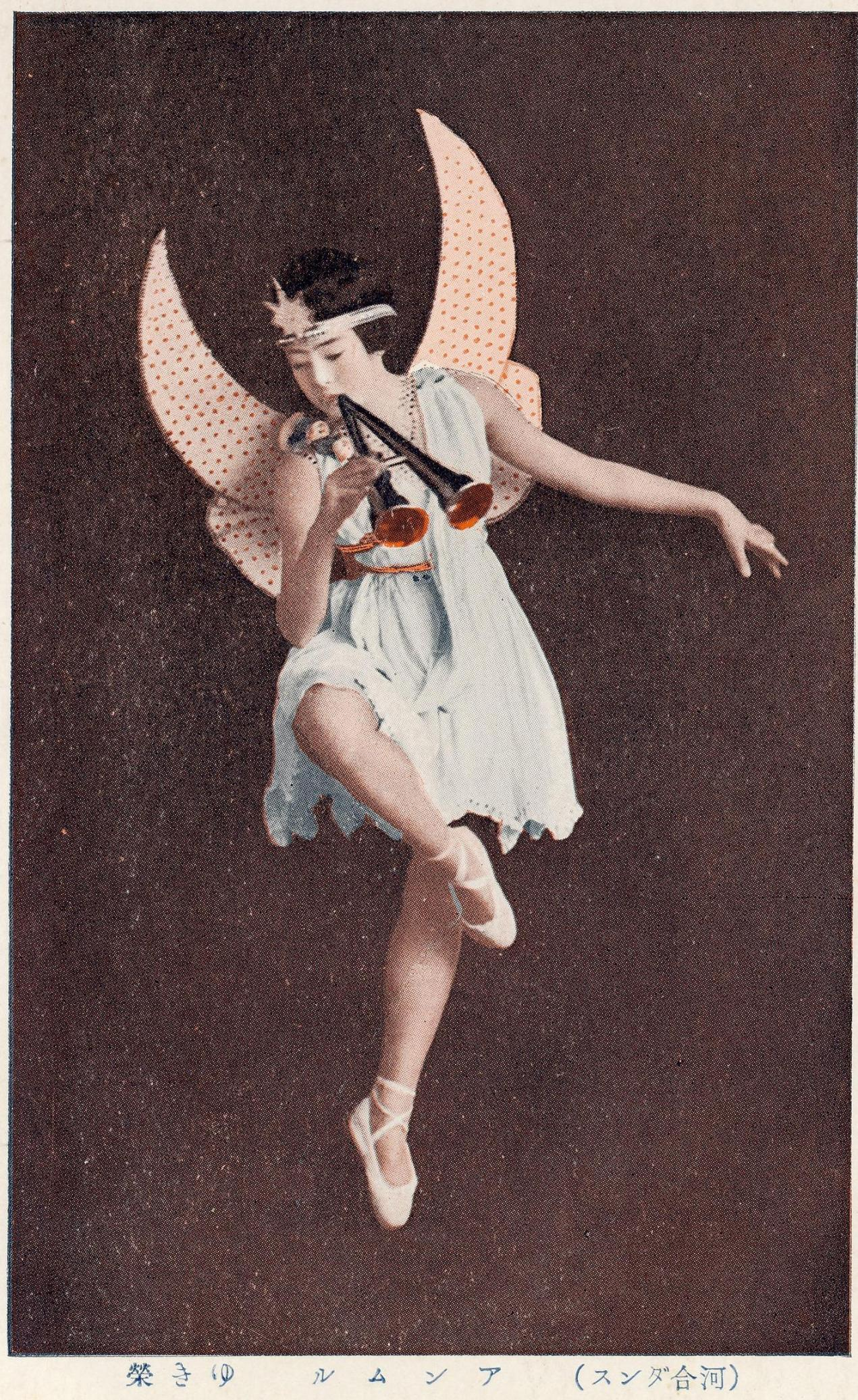
河合ダンス（1926年頃）

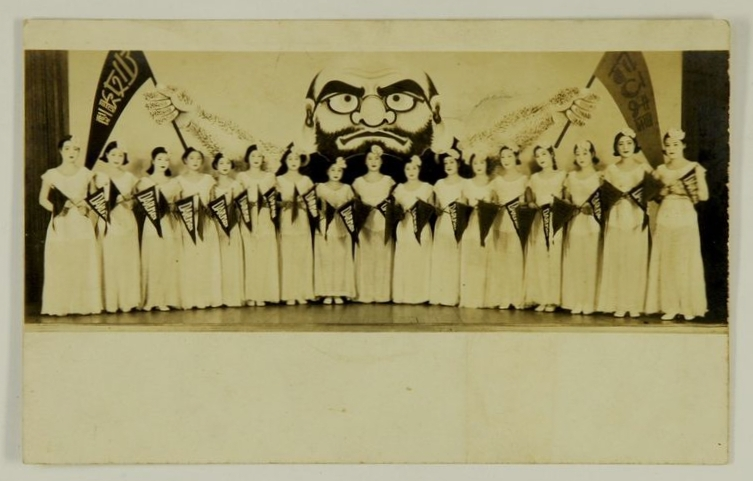
だるま屋少女歌劇

赤玉少女歌劇団
大阪・キャバレー赤玉：1927（昭和2）- 1936（昭和11）。
芦屋少女歌劇
西宮・香枦園浜：大正末頃-？
粟ヶ崎少女歌劇団
石川県河北郡内灘町・粟ヶ崎海岸：1928（昭和3） - 1941（昭和16）。大浴場・動物園などを有する粟崎遊園内の、1000人規模の大劇場にて活動。最盛期には約40名の団員がおり、本格的なオリジナルレビューを上演した。1937年（昭和12年）には粟崎遊園歌劇学校を併設。「北陸のタカラヅカ」と謳われた。
いく代舞踊部
札幌市・いく代亭：1927（昭和2）- 1947（昭和22）。
市岡パラダイス少女歌劇
大阪市・市岡パラダイス：大正末-？
色葉少女歌劇
大阪市・新世界・いろは座：詳細不明。
大市乙女ダンス（おうちおとめだんす）
大阪・生駒山上遊園地大市温泉閣）：昭和初期-？
大阪アカネ学院
大阪市：大正末 - 昭和初期頃（詳細不明）。『児童劇コンキチ狐』『第一の夜』などのお伽歌劇風のレコードがある。
大阪お伽学院
大阪市・天下茶屋 - 一部は後に芦屋少女歌劇に合流。
大阪舞踊協会
大阪：大正末頃。 詳細不明。
大浜少女歌劇
堺市・大浜潮湯：1924（大正13）- 1934（昭和9）。「大浜潮湯」の併設アトラクションとして発足し人気を博したが、室戸台風により専用劇場が大きな被害を受け解散。詳細は堺少女歌劇団を参照のこと。
花月園少女歌劇
横浜市・鶴見花月園：1922（大正11）- 1940（昭和15）頃。
花月乙女舞踊団
大阪・新世界・芦辺館：1926（大正15）- ?
河合ダンス
大阪市・道頓堀：1922（大正11）- 1937（昭和12）頃。
銀の星少女歌劇団
新潟県吉田町：1947（昭和22）- 1950（昭和25）。
甲陽少女歌劇
西宮・甲陽園：大正頃。
国華少女歌劇
各地巡業：大正末頃 詳細不明。
塩江温泉少女歌劇
香川県塩江温泉・花屋旅館：1929（昭和4）- 1940（昭和15）ここでは少女ジャズバンドも売り物の一つであった。
松竹少女歌劇団
東京：1928（昭和3）-1996（平成10）。最初は東京松竹楽劇部、1930年に松竹少女歌劇部、1931年に松竹少女歌劇団と改名し、同年松竹少女歌劇学校を設立。戦争の苦難を乗り切り、1947年から松竹歌劇団（SKD）として再結成し、浅草の国際劇場を本拠地に1950年代を頂点に人気を集めたが、やがて衰退。1990年にレビューを中止しミュージカル劇団へ改組するも1996年に解散。入団は独自の養成機関：松竹音楽舞踊学校（三年制→二年制）出身者に限られた。
白木屋少女音楽隊
東京：1911（明治44）- 1917（大正6）。三越少年音楽隊に対抗して東京日本橋の白木屋呉服店が店舗大改築に併せて組織した日本最初の少女歌劇。余興場と称された本店三階の劇場で歌舞、コミックオペラ、お伽歌劇などを上演。彼女達のために作られた吉丸一昌作詞本居長世作曲の『うかれ達磨』は特に人気となり、後に宝塚少女歌劇団など他の歌劇団や、女学校の音楽会でも演じられた。
青黛座（せいたいざ）
福岡市：1923（大正12）- 1927（昭和2）。
だるま屋少女歌劇部（DSK）
福井市・だるまや百貨店：1931- 1936（昭和11）。百貨店の少女店員による本格的少女歌劇。
鶴見園女優歌劇
大分県別府市・鶴見園：1925（大正14）- 1943（昭和18）。600人収容の大劇場でレビュー、股旅物、軽演劇などを上演。「九州の宝塚」と呼ばれた。
鶴見花月園少女歌劇団
横浜市・花月園遊園地：？
東京少女歌劇団
東京-名古屋：1917（大正6）- ？。鈴木康義が浅草三友館で旗揚げし、日本館などにも出演した。日本ものの歌劇を売り物として、浅草オペラ全盛の時代に各歌劇団の間に介在し、かなりの人気を博したという。日本歌劇協会、ビューチー一座、エンパイヤ歌劇団、アサヒ歌劇団（旭少女歌劇団）などの名称を経、その後名古屋を本拠地に活動したともいう。この間には男性も加わったこともあり、藤原義江のオペラ初舞台は浅草のアサヒ歌劇団であった。女優・谷崎歳子（江利チエミの母）がここで活躍した。
浪華少女歌劇団
大阪市・楽天地：1921（大正10）- 1922（大正11）。女優・浦辺粂子が浅草の根岸大歌劇団のコーラスガールをやめ、この歌劇団に所属したことがある。
日劇少女歌劇団
東京市・日本劇場：1934（昭和9）- ？ 詳細不明。1934年の日劇こけら落しに出演した「日本劇場レヴユウ団」と同じものか？
日本少女歌劇
東大阪・日下遊園地：大正頃。当初大阪で活動していた日本少女歌劇団と同じものか？
日本少女歌劇団
各地巡業：1926（大正15）頃 - 1955（昭和30）頃。島幹雄（本名・富永朝太郎）が創設し団長も務めた。大阪府東大阪市の近鉄石切駅近くにあった日下温泉の余興として大正後期に始まり、その後、奈良県大和郡山市に本社を置く島興行社が運営した。本社のある大和郡山を拠点としたが、専用劇場は持たずに地方巡演に徹し、公演は北海道から九州まで全国各地に及び、さらに昭和初めから台湾や朝鮮、満州など外地にも進出していた。別名日本少女歌劇座。公演の前に行われる劇団の野球部と地元チームの試合の観戦案内の記載もある。1949年8月16日には福島県松川町で1日のみの公演を行い、一泊して翌日に移動したことから、同年8月17日未明に同町で起こった松川事件と関係を疑われ、1964年の国会（衆議院法務委員会）でも取り上げられており、機関誌や日誌が証拠物件として提出されたとされる。
博多少女歌劇団
博多・福岡県。1922 - 1927。井上胡蝶が発足。 日舞、バレエ、タップダンスなどを取り入れ、自作自演の歌劇の公演をした。全国各地、樺太、満州でも公演を行った。博多少女歌劇育成会青黛座を作り、一般から生徒を募集した。
羽田別荘少女歌劇団
広島市・羽田別荘：1918（大正7）- 1941（昭和16）。「ハダカゲキ（羽田歌劇）」の通称で人気を集めたという
琵琶少女歌劇
大阪市・楽天地：1919（大正8）- 1923（大正12）。琵琶を用いた和風の少女歌劇。田中絹代はここで人気となった。
富士瓦斯紡績保土ヶ谷工場処女会
神奈川県横浜市保土ヶ谷：1920（大正9）?。富士瓦斯紡績保土ヶ谷工場に務める寄宿工女で構成された処女会（女子青年団）が年2度の大会で上演していた。処女会に所属する工女は、比較的教養が豊かであるという条件で選出され、他の工女の模範とされた。処女会は工女の修養機関としての機能も持たされ少女歌劇の上演はその一環だった。その目的に従って歌劇の演目は当時の雇用者にとって理想的な労働と奉仕の精神を説く内容だった。
先斗町少女レヴュー団
京都市：昭和初期頃。一般公演のほか、映画『人肌観音 第一篇』（1937・松竹下加茂）にも応援出演。詳細不明。おそらくは先斗町の鴨川をどりのグループ。
小柳少女歌劇（小柳ダンシングチーム）　

　八幡市：舞踊教室の生徒を中心に発足。九州各県を巡演し、嘉穂劇場や軍艦島「昭和館」での上演記録もある。公演のプログラムにはレビュー「春の踊り」レビュー「アラビアンナイト」や歌劇「セーラ王子の冒険」などの演目がある。専用の楽団も擁していた。

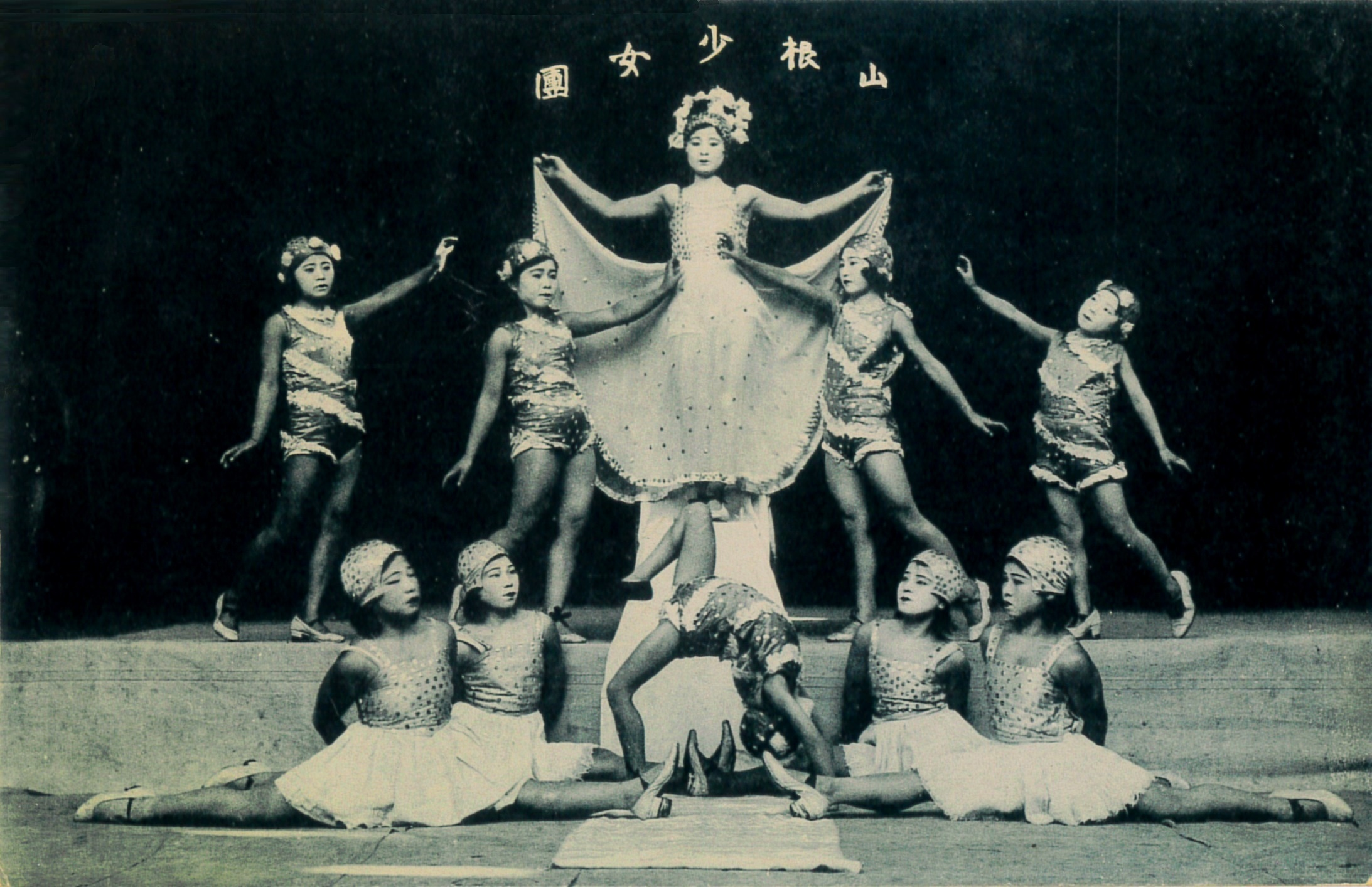
山根少女団（1920年頃）

山根少女団
地方巡業：大正頃？- 昭和初期？ 詳細不明。山根曲馬団が折からのレビューブームを取り入れる中で一時名乗ったもの。山根少女歌劇団の名称もある。元々がサーカスチームであることを生かし、綱渡りなど本物の曲芸を盛り込んだ「サーカス・レビュー」などで人気を博したという。

若柳少女歌劇
昭和30年代 詳細不明。1959年3月23日-24日に福岡県飯塚市・嘉穂劇場で公演した記録がある。若柳流による鴨川をどりなどの舞踊劇に似たものか？

#### 昭和後半期以降に発足した団体
那須ロイヤルダンシングチーム
栃木県：1970年代？ - 1997年（平成9）。遊園地を併設した複合レジャー施設那須ロイヤルセンターの専属劇団。専属の養成機関（一年制）を有した。
博多パラダイス少女歌劇団
福岡県・福岡市博多港：1965年（昭和40） - 1969（昭和45）。百道で寮生活を送りながら日舞・洋舞・楽器演奏の練習を積み、レジャー施設 「博多パラダイス」（1964年開業）のホテル内で昼間・夕方の公演で洋楽、歌謡、踊り等の公演を行った。歌手草香セツコを輩出。

#### 平成時代以降に発足した団体
歌劇★ビジュー
兵庫県神戸市：2004年（平成16年） - 2016年（平成28年）頃。OSKの一時解散に際し、残留しなかった元団員により結成され、現在もOSK・宝塚の出身者を中心に構成され、レビュー及びミュージカル公演を行っていた。活動がない期間は、メンバーはビジューとは別に舞台出演・講師等をしているが、2006年には文化庁芸術祭演劇の部優秀賞受賞をし、海外公演も行っていた。2016年を最後に舞台公演が無い。
堺少女歌劇団
大阪府堺市：2014年（平成26年） - 2020年（令和2年）。地域活性化のため、大正～昭和初期に存在した大浜少女歌劇をイメージして創設された。小中学生の少女たちで構成される。年1回の本公演の他、イベント出演を行った。吉本新喜劇がプロデューサーとなり、宝塚出身者がスタッフ（講師）として招聘されていた。2021年から既述の「関西すみれ少女歌劇団」として地域を拡大して活動。
薔薇笑亭SKD
東京都：1997（平成9） - 2013（平成25）頃。松竹歌劇団解散後、最終メンバーを中心に結成された。SKD出身者を中心に、オーディションによる出演者でレビューの定期公演を行っていたが、2013年を最後に公演を行っていない。

## 少女歌劇を題材とした作品
各劇団を題材にしたものは、それぞれの個別記事を参照。なお、宝塚歌劇団を運営する阪急の資本下に日本最大の映画会社(東宝)が存在し、さらにはその傍系に宝塚大劇場に近接する映画スタジオ（宝塚映画）が長期間存在していたにもかかわらず、2019年現在、宝塚歌劇団を正面から描いた作品は1951年の「寶塚夫人」と「愛と青春の宝塚」くらいしか存在せず、一場面として取り上げられることも非常に稀である。長らく松竹資本であったOSK、SKDも同様であり、いずれも映画においてはゲスト出演的な登場にとどまっている。

### 映画
- サヨナラ

監督：ジョシュア・ローガン。1957年公開、アメリカ映画。架空の劇団である「松林歌劇団」を舞台に、米軍パイロットと歌劇スターの恋を描く。ステージ場面では大阪松竹歌劇団が出演。ただしスター：ハナオギ役の高美以子の場面は別に撮影された。

### ドラマ
- 虹を織る

NHK「連続テレビ小説」第26作（1980年度後期）。架空のタカラジェンヌの半生を描いたフィクション。戦前戦中の宝塚音楽学校や宝塚歌劇団が舞台となった。葦原邦子、新珠三千代などの劇団OGや大地真央など放送当時の現役タカラジェンヌが多数出演した。
- ブギウギ

NHK「連続テレビ小説」第109作（2023年度後期）。大阪松竹少女歌劇団出身の笠置シヅ子をモデルとしたフィクション。ヒロインは若年期に架空の劇団である「梅丸少女歌劇団（USK）」に所属。他に「花咲歌劇団」の名称も登場。メインキャストにOSK日本歌劇団在団中の翼和希が出演し、歌劇シーンのスタッフに宝塚歌劇団出身の荻田浩一（演出）、甲斐正人（音楽）。

### ミュージカル
- 少女☆歌劇 レヴュースタァライト

架空の少女歌劇養成学校「聖翔音楽学園」を舞台とした、メディアミックス作品。ミュージカルが原作となっており、主要キャストがアニメやゲームで声優を担当する。

### 漫画
- カーテンは今夜も青い

原作・作画：手塚治虫。1958年、少女 1958年新年増刊号にて掲載。歌劇団のスター・目白千鳥に巻き起こる出来事を描いたサスペンス少女漫画。
- ライジング!

原作：氷室冴子、作画：藤田和子。1981年、週刊少女コミックにて連載。架空の劇団である「宮苑歌劇団」（神戸市）を舞台とした、ステージドラマ。連載当時、氷室は関西に居住し、宝塚の私設FCに入会し取材していた。1996年にOSKが劇中劇「レディ・アンをさがして」を実際に上演した。
- かげきしょうじょ！

作：斉木久美子。2012年 - 連載中 ジャンプ改およびMELODYにて連載。架空の劇団である「紅華歌劇団」（神戸市）の生徒を育成する「紅華歌劇音楽学校」を舞台にした作品。2021年にアニメ化。

### ゲーム
- サクラ大戦シリーズ

制作：セガゲームス、1996年発売。"太正"時代、特殊部隊：帝国華撃団（舞台では帝国歌劇団）を率いて戦うゲーム。アニメ・漫画・ミュージカル等、幅広いメディアへ展開された。本作のプロデューサーである広井王子自身の少女歌劇レビューに接した経験（叔母がSKD第1期生である等）が反映されている。2019年（平成31年）、OSK日本歌劇団（海神別荘/OSK SAKURA NIGHT）で再舞台化。

## 琉球歌劇
第二次世界大戦後、米国統治下の沖縄において1949年（昭和24年）に乙姫劇団が発足（団長：上間郁子）。女性のみの劇団として琉球歌劇（沖縄県指定文化財）を上演して好評を博したが、2代目団長間好子が2001年（平成13年）に逝去したことで活動を終了した。
その後、元団員らにより新たに劇団うないが再発足した。
団員の未婚・既婚の別を問うておらず、乙姫劇団及び劇団うない双方に所属し、長期にわたって活動した団員もいる。

### 主な団体
乙姫劇団
本拠地：沖縄県、活動期間：1949年（昭和24年）- 2001年（平成13年）。上間郁子により創設。
劇団うない
本拠地：沖縄県浦添市、活動期間：2003年（平成15年）- 。「乙姫劇団」を引き継いで再発足した、沖縄唯一の少女歌劇団。二代目座長・間好子の逝去に伴う解散で、座長に敬意を表して別の団体名称を採用した。基本的に琉球舞踊をベースにしたミュージカル（オペラ）となっている。本拠地の劇場は国立劇場おきなわを使用。

## 少女・女性タレントによる活動
1990年代以降になると「少女歌劇」を冠し、ミュージカルやライブパフォーマンスを行う団体がいくつか登場した。
1991年（平成3年）3月、女性タレントの育成を目的としたグループとして、南青山少女歌劇団が設立された。女優や歌手を目指す少女（11-18歳）が所属し、宝塚出身者が演出に参加して、オリジナルミュージカルを中心に、テレビCM・音楽番組にも出演していた。2001年（平成13年）に活動休止（事実上の解散）。
2005年（平成17年）9月、花やしき少女歌劇団が結成された。遊園地：花やしきの他、地域イベントに出演している。
この他、2009年（平成21年）にはAKB48がミュージカル公演を"AKB歌劇団"と銘打って行ったり、アイドルグループ：星のオトメ歌劇団（2012年活動休止）、メディアミックス作品：少女☆歌劇 レヴュースタァライト（2017年発表）等、「少女歌劇」「歌劇」の語を用いたサブカルチャーが断続的に登場している。長年、SKDが拠点としてきた浅草では、花やしき少女歌劇団に加え、2017年（平成29年）に若手演劇プロジェクトとして浅草少女歌劇団・ローファーズハイ!!が発足した。
2018年（平成30年）には吉本興業が広井王子を総合演出に迎え、「少女歌劇団プロジェクト」を発足させた（後の少女歌劇団ミモザーヌ）。2019年夏に専用劇場を開設させてデビューする予定であり、人間以外にもCGキャラクターが登場する専門チームも計画されていた。
2020年（令和2年）春以降の新型コロナウイルス感染症の世界的流行の影響により、同年6月にローファーズハイ!!が活動を終了した。その後花やしき少女歌劇団の活動も低調となり、2022年（令和4年）7月に運営終了が発表された。同年8月、×純文学少女歌劇団が発足したが2024年（令和6年）11月に解散した。
なお、これら少女・女性タレントの活動や作品を、戦前から存在した従来の少女歌劇団及びその後継・派生団体と同様のものとみなす文献は、2023年現在で存在しない。

### 主な団体

#### 平成時代に活動開始・発足
花やしき少女歌劇団
本拠地：東京・浅草花やしき）、活動期間：2005年（平成17年）- 2022年（令和4年）。
浅草花やしき内でのステージや地域イベントに出演する、ご当地アイドルグループ。同歌劇団第3期生からの選抜ユニットとして2007年には「あさくさ少女歌劇団」も組織された。花やしきアクターズスタジオが母体。新型コロナウイルス感染拡大により2022年（令和4年）冬に活動休止後、再開に至らず活動終了となった。
南青山少女歌劇団
本拠地：東京都港区、活動期間：1991年（平成3年）- 2001年（平成13年）。
女性タレントの育成を目的に、ミュージカルを中心としたグループ。専属の劇場や脚本家を持たなかった。
浅草少女歌劇団・ローファーズハイ!!
本拠地：東京都台東区・浅草九劇、活動期間：2017年（平成29年）- 2020年（令和2年）。
2017年（平成29年）に開場した浅草九劇の若手演劇プロジェクトの一つとして誕生した。

#### 令和時代に活動開始・発足
少女歌劇団ミモザーヌ
本拠地不明、活動期間：2019年（令和元年） - 2025年（令和7年）。
吉本興業と総合演出・広井王子（ゲームサクラ大戦シリーズなどのクリエイター）により創設された。英語表記はGirls Revue Company Mimosane。モットーは「清く・正しく・麗しく」。『少女』歌劇を体現するため「20歳の誕生日で退団」の年齢制限を公に設定している。2025年（令和7年）3月に活動を終了し、全員が退団した。
×純文学少女歌劇団
本拠地：東京都豊島区・Theater Mixa、活動期間：2022年（令和4年）- 2024年（令和6年）、演出：三浦香
女性タレントによるミュージカル・音楽グループ。株式会社TWIN PLANETと株式会社講談社が企画・運営。